# Phalacrocorax verrucosus
Phalacrocorax verrucosus là một loài chim trong họ Cốc. Nhiều tác gia xem nó là phân loài của cốc hoàng đế.

## Phạm vi sinh sống
Loài này sinh sống trên bờ biển Grande Terre (hòn đảo chính của quần đảo), hải đảo, và trên các đảo du Golfe Morbihan. Nó săn mồi ở vùng biển khắp quần đảo, thường là trong vòng 6 km (3,7 dặm) dọc theo bờ biển và đặc biệt là trong vịnh và lạch nhỏ, mặc dù các con chim chưa trưởng thành hiếm khi được nhìn thấy như xa đến 80 km (50 dặm) [1]. Báo cáo từ Đảo Heard và phương Tây Úc có thể là những con chim đi theo tàu. Trong mùa hè phương nam, chúng ăn tảo bẹ, đôi khi ở tầng đáy.

## Mô tả
Loài cốc này dài 65 cm với sải cánh dài 110 cm, làm cho nó là loài cốc mắt lục nhỏ nhất. Phía trên, đuôi và đùi của chim trưởng thành có màu đên hơi xanh lá cây kim loại. Phía dưới đến cổ họng là màu trắng và lót cánh có màu nâu. Một số cá thể có những mảng trắng trên lưng và đôi cánh. Đầu và lưng của cổ sâu màu xanh hoặc tím, ngoại trừ là chóp đen kéo từ dưới mắt đến cằm và lông tai. Túi mặt và cổ họng màu nâu sẫm, điểm các nốt màu vàng cam. Mỏ màu sừng hoặc màu nâu, mắt nâu lục nhạt. Chân và bàn chân có màu khác nhau từ màu nâu sẫm đến màu hồng sáng tối.